# Кодисанг, Кобамело
Кобамело Кодисанг (англ. Kobamelo Kodisang; родился 28 августа 1999 года, Сераленг, Южно-Африканская Республика) — южноафриканский футболист, правый вингер футбольного клуба «Мамелоди Сандаунз».

## Клубная карьера
Родился Кобамело Кодисанг в небольшом городе Сераленг, недалеко от Рюстенбурга. Футболиста впервые заметил тогдашний тренер «Платинум Старс» Кевин Джонсон. Вскоре он присоединился к молодёжной команде клуба и на турнире «MultiChoice Diski Challenge» Кодисанг забил два мяча в ворота «Орландо Пайретс», чем помог команде выиграть матч. За «Платинум Старс» дебютировал 26 августа 2015 года в матче 3-го тура чемпионата против «Голден Эрроуз» в возрасте 15 лет и 363 дней, став самым молодым игроком за последние 6 лет и одним из самых молодых игроков в истории лиги. Всего за клуб сыграл 25 матчей.
6 июля 2017 года перешёл в «Бидвест Витс». Первый матч за клуб Кодисанг провёл против «Фри Стэйт Старс», где забил гол. 2 октября получил травму колена и выбыл на 110 дней. Всего за клуб сыграл 7 матчей.
2 июля 2018 года был отдан в аренду в «Санжуаненсе». Свой дебютный матч провёл 16 сентября против «Синфайнша». Свой первый гол забил в ворота «Коимброиса».
14 августа 2019 года перешёл в футбольный клуб «Брага B». За клуб дебютировал в матче против «Шавеш Сателити». Первый гол за «Брага B» Кодисанг забил в ворота «Сервейры». За основную команду дебютировал в матче против «Эшторил-Прая». Всего за клуб сыграл 63 матча, где забил 17 мячей.
3 августа 2022 года был отдан в аренду в «Морейренсе». Первый матч за клуб провёл против «Вилафранкенсе». Свой первый гол за «Морейренсе» забил в ворота «Торренсе». Из-за операции на колене пропустил 49 дней. По окончании сезона «Морейренсе» выкупил Кодисанга.

## Карьера в сборной
В составе сборной ЮАР до 17 лет участвовал на чемпионате мира 2015 года, где сыграл во всех трёх матчах сборной. За сборную до 20 лет сыграл на молодёжном Кубке африканских наций 2017 и 2019 года, а также на чемпионате мира 2017 и 2019 года. Всего за эти турниры сыграл 14 матчей из 16 возможных. За сборную ЮАР до 23 лет сыграл 5 матчей, из них 4 — на Кубке африканских наций до 23 лет. В 2021 году поехал на Олимпиаду в составе олимпийской команды. Сыграл все 3 матча сборной ЮАР на турнире, где забил гол и отдал голевую передачу в матче против Франции.